# Сандро Рамірес
Сандро Рамірес (ісп. Sandro Ramírez, нар. 9 липня 1995, Лас-Пальмас-де-Гран-Канарія) — іспанський футболіст, нападник клубу «Лас-Пальмас»
Вихованець «Барселони», у складі якої став дворазовим чемпіоном Іспанії, дворазовим володарем Кубка Іспанії, переможцем Ліги чемпіонів УЄФА та Клубного чемпіонату світу, а також володарем Суперкубка УЄФА, проте основним гравцем «блаугранас» так і не став. Крім цього виступав за молодіжну збірну Іспанії, з якою став срібним призером чемпіонату світу.

## Клубна кар'єра
Народився 9 липня 1995 року в місті Лас-Пальмас-де-Гран-Канарія. Вихованець юнацьких команд футбольних клубів «Лас-Пальмас» та «Барселона».

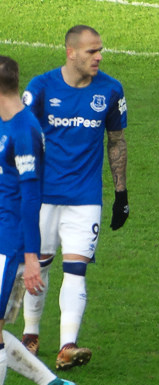
Рамірес у складі «Евертона»

Сандро починав свою кар'єру в системі «Лас-Пальмаса», потім короткий час провів в «Еспаньйолі», а в 2009 році перебрався в «Барселону». У сезоні 2013/14 Сандро був переведений у другу команду клубу — «Барселону Б» і забив сім голів. У наступному сезоні відбувся його дебют за першу команду «Барселони». Це відбулося 19 липня в товариській зустрічі проти «Рекреатіво». Молодий іспанець вийшов на поле у другому таймі, замінивши Адама Траоре. 9 серпня забив свій перший гол за команду, в матчі проти фінського ГІКа. 18 серпня забив шостий гол у матчі на «Кубок Жоана Гампера» проти мексикаанського «Леона».
31 серпня 2014 року Сандро дебютував у Прімері у матчі з «Вільярреалом» (1:0). Футболіст вийшов на заміну замість Педро Родрігеса на 70 хвилині зустрічі і відзначився переможним голом. 17 вересня вперше зіграв у Лізі чемпіонів у матчі проти кіпрського АПОЕЛа. Перший гол у єврокубках забив у домашньому матчі проти амстердамського «Аякса» (3:1). Перший гол у Кубку Іспанії забив 16 грудня у ворота «Уески» (8:1).
На початку 2016 року Раміресом цікавилися «Реал Бетіс», італійська «Фіорентина» і англійський «Ньюкасл Юнайтед». У складі «Барселони» Рамірес двічі виграв чемпіонат і Кубок Іспанії, а також Лігу чемпіонів і Клубний чемпіонат світу, проте основним гравцем так і не став, програвши конкуренцію більш зірковим гравцям.
Влітку 2016 року Сандро перейшов у «Малагу», підписавши контракт на три роки. У матчі проти «Осасуни» він дебютував за новий клуб. У поєдинку проти «Ейбара» Рамірес забив свій перший гол за «Малагу». 26 квітня 2017 року в матчі проти «Гранади» він зробив «дубль».
3 липня 2017 року було оголошено про перехід Сандро в англійський «Евертон», з яким футболіст підписав контракт на 4 роки. Сума трансферу склала 6 млн євро. Дебютував у Прем'єр-лізі 12 серпня в матчі проти «Сток Сіті» (1:0), проте закріпитись в англійському чемпіонаті не зумів і 30 січня 2018 року Сандро приєднався до «Севільї» на правах оренди до кінця сезону. За півроку відіграв за клуб із Севільї 13 матчів у національному чемпіонаті.
Згодом також як орендований гравець провів по одному сезону в «Реал Сосьєдад» та «Реал Вальядолід», після чого восени 2020 року на умовах повноцінного контракту приєднався до «Уески».

## Виступи за збірні
2011 року дебютував у складі юнацької збірної Іспанії, взяв участь у 19 іграх на юнацькому рівні, відзначившись 19 забитими голами. 2013 року в складі збірної  до 19 років Рамірес став бронзовим призером юнацької чемпіонаті Європи 2013 у Литві. На турнірі він зіграв у матчах проти збірних Португалії, Литви, Нідерландів та Франції. В поєдинках проти португальців і голландців Рамірес забив по голу.
Протягом 2014—2017 років залучався до складу молодіжної збірної Іспанії. На молодіжному рівні зіграв у 7 офіційних матчах, забив 1 гол. У 2017 році в складі молодіжної збірної Іспанії Сандро став срібним призером молодіжного чемпіонату Європи 2017 у Польщі. На турнірі він зіграв у матчах проти Македонії, Португалії, Італії Німеччині. У поєдинку проти португальців Рамірес забив гол.

## Статистика виступів

### Статистика клубних виступів
Станом на 17 листопада 2020
| Сезон                   | Команда                 | Чемпіонат               | Чемпіонат | Чемпіонат | Кубки | Кубки | Кубки | Континентальні кубки | Континентальні кубки | Континентальні кубки | Інші змагання | Інші змагання | Інші змагання | Усього | Усього |
| Сезон                   | Команда                 | Ліга                    | Ігор      | Голів     | Ліга  | Ігор  | Голів | Ліга                 | Ігор                 | Голів                | Ліга          | Ігор          | Голів         | Ігор   | Голів  |
| ----------------------- | ----------------------- | ----------------------- | --------- | --------- | ----- | ----- | ----- | -------------------- | -------------------- | -------------------- | ------------- | ------------- | ------------- | ------ | ------ |
| 2013–14                 | «Барселона Б»           | СД                      | 31        | 7         | -     | -     | -     | -                    | -                    | -                    | -             | -             | -             | 31     | 7      |
| 2014–15                 | «Барселона Б»           | СД                      | 30        | 8         | -     | -     | -     | -                    | -                    | -                    | -             | -             | -             | 30     | 8      |
| Усього за «Барселона Б» | Усього за «Барселона Б» | Усього за «Барселона Б» | 61        | 15        |       | -     | -     |                      | -                    | -                    |               | -             | -             | 61     | 15     |
| 2014–15                 | «Барселона»             | ПД                      | 7         | 2         | КІ    | 2     | 1     | ЛЧ                   | 3                    | 1                    | -             | -             | -             | 12     | 4      |
| 2015–16                 | «Барселона»             | ПД                      | 10        | 0         | КІ    | 4     | 3     | ЛЧ                   | 3                    | 0                    | СУ+СІ+КЧС     | 0+2+1         | 0             | 20     | 3      |
| Усього за «Барселону»   | Усього за «Барселону»   | Усього за «Барселону»   | 17        | 2         |       | 6     | 4     |                      | 6                    | 1                    |               | 3             | 0             | 32     | 7      |
| 2016–17                 | «Малага»                | ПД                      | 30        | 14        | КІ    | 1     | 2     | -                    | -                    | -                    | -             | -             | -             | 31     | 16     |
| 2017–18                 | «Евертон»               | ПЛ                      | 8         | 0         | КА+КЛ | 0+1   | 0     | ЛЄ                   | 6                    | 1                    | -             | -             | -             | 15     | 1      |
| січ.-черв. 2018         | «Севілья»               | ПД                      | 13        | 0         | КІ    | 2     | 0     | ЛЧ                   | 3                    | 0                    | -             | -             | -             | 18     | 0      |
| 2018–19                 | «Реал Сосьєдад»         | ПД                      | 24        | 0         | КІ    | 2     | 0     |                      |                      |                      |               |               |               |        |        |
| 2019–20                 | «Реал Вальядолід»       | ПД                      | 24        | 3         | КІ    | 2     | 1     |                      |                      |                      |               |               |               |        |        |
| жовт. 2020-             | «Уеска»                 | ПД                      | 4         | 1         | КІ    | 0     | 0     |                      |                      |                      |               |               |               | 4      | 1      |
| Усього за кар'єру       | Усього за кар'єру       | Усього за кар'єру       | 181       | 35        |       | 14    | 7     |                      | 15                   | 2                    |               | 3             | 0             | 213    | 44     |

## Титули і досягнення
- Чемпіон Іспанії (2):

«Барселона»: 2014–15, 2015–16
- Володар Кубка Іспанії (2):

«Барселона»: 2014–15, 2015–16
- Переможець Ліги чемпіонів УЄФА (1):

«Барселона»: 2014–15
- Володар Суперкубка УЄФА (1):

«Барселона»: 2015